# Шульц, Василий Карлович
Василий Карлович Шульц (14 (26) июля 1826 — 29 января (10 февраля) 1883) — русский моряк, писатель.

## Биография
Родился в семье секретаря великой княгини Анны Павловны Карла Ивановича Шульца.
По окончании морского кадетского корпуса был зачислен в морскую службу.
В 1853 году отправился в кругосветное плавание на транспорте «Неман», но когда 23 сентября в Каттегате корабль разбился, вернулся с донесением в Санкт-Петербург. В следующем 1854 году состоял флаг-офицером при адмирале П. И. Рикорде на стопушечном корабле «Петр Великий» и участвовал в защите Кронштадта от нападения англо-французского флота.
В 1855 году Шульц состоял при командире Ревельского порта. В 1856 году вышел из морского ведомства и поступил в Русское общество пароходства и торговли на Чёрном море «Самолёт», в котором впоследствии стал директором.
Умер в ночь на 29 января (10 февраля) 1883 года в чине статского советника. Похоронен на Новодевичьем кладбище.

## Публикации
- Несколько слов о жизни и службе свиты его императорского величества контр-адмирала Феопемпта Степановича Лутковского. — СПб. : тип. Мор. кадет. корпуса, 1852. — 14 с.
- Подвиги русских моряков. — СПб.: Морская тип., 1853. — 171 с.
- Трансатлантическое пароходство в Европе и Соединенных штатах. — [Санкт-Петербург, 1863]. — 57 с.

В журнале «Морской сборник» был напечатан целый ряд статей Шульца, подписанных инициалами: В. Ш., B. К. и В.:
- «Крейсерство у западного берега Африки» (встреча с пиратом) (1851. — № 8)
- «Американская клипер-яхта „Америка“ и гонка её с английскими яхтами» (1851. — № 10)
- «Извлечение из донесения горного чиновника Дитмара» (1853. — № 8),
- «Плен в Англии фрегата „Спешный“ и транспорта „Вильгельмина“ в 1807 году» (1855. — № 1) и др.

Им же был составлен:
- «Словарь морских слов и речений парусного и пароходного флота» (Часть французская / Сост. В. Шульц, флота лейтенант. — СПб. : тип. Имп. Акад. наук, 1853. — X, 316 с., 3 л. черт. 1853), одобренный морским учёным комитетом.

Затем под редакцией Шульца издано
- второе издание книги: А. П. Соколова: «Русская морская библиотека 1701—1851 гг.» (СПб. : тип. В. И. Грацианского, 1883. — [2], XLIV, 405 с., 1 л. портр.).

Также ему принадлежит и несколько статей и сообщений историко-литературного характера, в числе которых:
- «А. С. Пушкин в переводе французских писателей» («Древняя и Новая Россия». — 1880. — № 5-7); отд. изд. — СПб.: тип. В. И. Грацианского, 1880. — 135 с., 3 л. портр.
- «Несколько исправлений и дополнений каталога Пушкинской библиотеки» («Древняя и Новая Россия». — 1880. — № 6)
- «Четверостишие В. Г. Бенедиктова И. К. Гебгардту» («Русская старина». — 1882. — № 2),
- «О портретах поэта М. Ю. Лермонтова» («Русская старина». — 1882. — № 3).
- «Лермонтов в переводе французских писателей» («Русская старина». — 1882. — № 4, 5, 8; 1883. — № 2, 8); отд. изд. — СПб. : Тип. В. С. Балашева, 1882. — 76 с.
- «M. Ю. Лермонтов в рассказе графини Е. П. Ростопчиной» («Русская старина». — 1882. — № 9) и др.

## Семья
Был женат на Софье Александровне Гельд (20.11.1830—08.08.1885). Похоронена вместе с мужем и сыном Артуром (15.07.1865—20.09.1888).